# Asterropteryx senoui
Asterropteryx senoui är en fiskart som beskrevs av Koichi Shibukawa och Suzuki 2007. Asterropteryx senoui ingår i släktet Asterropteryx och familjen smörbultsfiskar. Inga underarter finns listade.